# Dél-Tiroli Hadseregcsoport
A dél-tiroli hadseregcsoport (németül: Heeresgruppe Südtirol) az Osztrák-Magyar Hadsereg hadseregcsoportja volt, amely Dél-Tirolban harcolt Olaszország ellen 1917. március 1. és az I. világháború vége között. Parancsnokairól Conrad hadseregcsoportnak (németül Heeresgruppe Conrad) és József Főherceg hadseregcsoportnak (németül: Heeresgruppe Erzherzog Joseph) is nevezték.

## 1917–1918
A hadseregcsoport részt vett a német 14. hadsereg támogatásában a caporettói csata során (1917. október–november), de a Piave folyó melletti csatában (1918. június) súlyos vereséget szenvedett. A hadseregcsoport a Vittorio Veneto-i csata során (1918. október–november) bomlott fel.

### Összetétele
- Osztrák-Magyar 10. hadsereg ( Alexander von Krobatin )
- Osztrák-Magyar 11. hadsereg ( Viktor Graf von Scheuchenstuel )

### Parancsnokai
- Franz Conrad von Hötzendorf (1917. március 1.–1918. július 14.)
- József Ágost osztrák–magyar főherceg (1918. július 15.–1918. október 26.)
- Alexander von Krobatin (1918. október 26.–1918. november 3.)

## Fordítás
Ez a szócikk részben vagy egészben  a   South Tyrolean Army Group című angol Wikipédia-szócikk fordításán alapul.  Az eredeti cikk szerkesztőit annak laptörténete sorolja fel. Ez a jelzés csupán a megfogalmazás eredetét és a szerzői jogokat jelzi, nem szolgál a cikkben szereplő információk forrásmegjelöléseként.